# Coupe du monde de saut à ski 2015-2016
Navigation
2014-2015 2016-2017
La coupe du monde de saut à ski 2015-2016 est la 37e édition de la coupe du monde de saut à ski pour les messieurs et la 5e saison pour les dames, compétition de saut à ski organisée annuellement. Elle se déroule du 21 novembre 2015 au 20 mars 2016.
Elle est remportée par le slovène Peter Prevc qui remporte son premier globe de cristal, un an après avoir fini à égalité en tête avec Severin Freund, ce dernier qui avait finalement remporté le trophée grâce au nombre de victoires. Il s'impose largement avec plus de 800 points d'avance sur le second Severin Freund, grâce notamment à ces 15 victoires de la saison, record battu. Il bat aussi le record du nombre de points, détenu précédemment par Gregor Schlierenzauer, lors de la saison 2008-2009. Il s'adjuge également le classement du Vol à ski et la Tournée des 4 Tremplins. Enfin, la Coupe des Nations est dominée par la Norvège.
Chez les femmes, elle est remportée par la japonaise Sara Takanashi, qui décroche son troisième globe de cristal après 2013 et 2014. Elle devance l'autrichienne Daniela Iraschko-Stolz et la slovénienne Maja Vtic. Sara Takanashi remporte 14 des 17 épreuves de la saison et ne s'absente du podium qu'une seule fois, ce qui montre sa domination sur cette saison.

## Programme de la saison

### Hommes
37 épreuves ont lieu, dont 6 par équipes à travers 21 étapes, 19 en Europe et 2 en Asie.
Ci-dessous la localisation des épreuves en Europe.
| \| Klingenthal Ruka Lillehammer Nijni Taguil Engelberg Oberstdorf Garmisch Innsbruck Bischofshofen Wisła (ville) Zakopane Willingen Titisee-Neustadt Vikersund Lahti Kuopio Trondheim Oslo Planica \| Sites des compétitions en Europe |
| Klingenthal Ruka Lillehammer Nijni Taguil Engelberg Oberstdorf Garmisch Innsbruck Bischofshofen Wisła (ville) Zakopane Willingen Titisee-Neustadt Vikersund Lahti Kuopio Trondheim Oslo Planica                                        |

### Femmes
19 épreuves sont prévues au cours de cette saison à travers 11 sites de compétition. La saison commence en Norvège, à Lillehammer pour se poursuivre à Nijni Taguil et prend la direction du Japon avec Sapporo puis Zao. La compétition revient en Europe avec Oberstdorf, Oslo, Hinzenbach, Ljubno et Lahti, puis passe par le Kazakhstan (Almaty). Cette saison devait se finir par une étape à Rasnov, mais elle a été annulée.
Ci-dessous la localisation des sites de compétition en Europe et au Japon (A noter l'absence d'Almaty, situé au Kazakhstan).
| \| Lillehammer Hinzenbach Oberstdorf Ljubno Râșnov Oslo Nijni Taguil Lahti \| Sites des compétitions en Europe |
| Lillehammer Hinzenbach Oberstdorf Ljubno Râșnov Oslo Nijni Taguil Lahti                                        |

| \| Zao Sapporo \| Sites des compétitions au Japon |
| Zao Sapporo                                       |

## Attribution des points
Les manches de Coupe du monde donnent lieu à l'attribution de points, dont le total détermine le classement général de la Coupe du monde.
Ces points sont attribués selon cette répartition :
| Place  | 1   | 2  | 3  | 4  | 5  | 6  | 7  | 8  | 9  | 10 | 11 | 12 | 13 | 14 | 15 | 16 | 17 | 18 | 19 | 20 | 21 | 22 | 23 | 24 | 25 | 26 | 27 | 28 | 29 | 30 |
| ------ | --- | -- | -- | -- | -- | -- | -- | -- | -- | -- | -- | -- | -- | -- | -- | -- | -- | -- | -- | -- | -- | -- | -- | -- | -- | -- | -- | -- | -- | -- |
| Points | 100 | 80 | 60 | 50 | 45 | 40 | 36 | 32 | 29 | 26 | 24 | 22 | 20 | 18 | 16 | 15 | 14 | 13 | 12 | 11 | 10 | 9  | 8  | 7  | 6  | 5  | 4  | 3  | 2  | 1  |

## Classements Généraux

### Hommes
| Rang | Nom                  | Points |
| ---- | -------------------- | ------ |
| 1    | Peter Prevc          | 2303   |
| 2    | Severin Freund       | 1490   |
| 3    | Kenneth Gangnes      | 1348   |
| 4    | Michael Hayböck      | 1301   |
| 5    | Johann André Forfang | 1240   |
| 6    | Stefan Kraft         | 1006   |
| 7    | Daniel-André Tande   | 985    |
| 8    | Noriaki Kasai        | 909    |
| 9    | Richard Freitag      | 680    |
| 10   | Anders Fannemel      | 670    |

| Rang | Nom                  | Points |
| ---- | -------------------- | ------ |
| 1    | Peter Prevc          | 530    |
| 2    | Robert Kranjec       | 400    |
| 3    | Johann André Forfang | 348    |
| 4    | Kenneth Gangnes      | 305    |
| 5    | Noriaki Kasai        | 248    |
| 6    | Severin Freund       | 247    |
| 7    | Stefan Kraft         | 239    |
| 8    | Michael Hayböck      | 227    |
| 9    | Daniel-André Tande   | 179    |
| 10   | Andreas Stjernen     | 177    |

| Rang | Nation    | Points |
| ---- | --------- | ------ |
| 1    | Norvège   | 7202   |
| 2    | Slovénie  | 5760   |
| 3    | Allemagne | 5409   |
| 4    | Autriche  | 4652   |
| 5    | Japon     | 3088   |
| 6    | Pologne   | 2154   |
| 7    | Tchéquie  | 1881   |
| 8    | Suisse    | 793    |
| 9    | Finlande  | 256    |
| 10   | France    | 228    |

### Femmes
| Rang | Nom                        | Points |
| ---- | -------------------------- | ------ |
| 1    | Sara Takanashi             | 1610   |
| 2    | Daniela Iraschko-Stolz     | 1139   |
| 3    | Maja Vtic                  | 908    |
| 4    | Jacqueline Seifriedsberger | 695    |
| 5    | Chiara Hoelzl              | 632    |
| 6    | Maren Lundby               | 586    |
| 7    | Irina Avvakumova           | 572    |
| 8    | Yuki Ito                   | 505    |
| 9    | Ema Klinec                 | 426    |
| 10   | Spela Rogelj               | 415    |

| Rang | Nation     | Points |
| ---- | ---------- | ------ |
| 1    | Autriche   | 2886   |
| 2    | Japon      | 2565   |
| 3    | Slovénie   | 2290   |
| 4    | Allemagne  | 1358   |
| 5    | Russie     | 787    |
| 6    | Norvège    | 707    |
| 7    | États-Unis | 445    |
| 8    | Italie     | 382    |
| 9    | France     | 298    |
| 10   | Canada     | 229    |

## Calendrier

### Hommes

#### Épreuves individuelles
| Étape                                                                 | Lieu                                            | Tremplin                                        | Date                                            | Vainqueur                                                                    | Deuxième                                                                     | Troisième                                                                    | Leader de la coupe du monde |
| 1                                                                     | Klingenthal                                     | HS 140                                          | 22 novembre 2015                                | Daniel Andre Tande                                                           | Peter Prevc                                                                  | Severin Freund                                                               | Daniel Andre Tande          |
| -                                                                     | Ruka                                            | HS 142                                          | 27 novembre 2015                                | Concours annulés (Rafales de vent) et Epreuve du 28 novembre reporté à Lahti | Concours annulés (Rafales de vent) et Epreuve du 28 novembre reporté à Lahti | Concours annulés (Rafales de vent) et Epreuve du 28 novembre reporté à Lahti | Daniel Andre Tande          |
| -                                                                     | Ruka                                            | HS 142                                          | 28 novembre 2015                                | Concours annulés (Rafales de vent) et Epreuve du 28 novembre reporté à Lahti | Concours annulés (Rafales de vent) et Epreuve du 28 novembre reporté à Lahti | Concours annulés (Rafales de vent) et Epreuve du 28 novembre reporté à Lahti | Daniel Andre Tande          |
| 2                                                                     | Lillehammer                                     | HS 100                                          | 5 décembre 2015                                 | Severin Freund                                                               | Kenneth Gangnes                                                              | Andreas Stjernen                                                             | Severin Freund              |
| 3                                                                     | Lillehammer                                     | HS 100                                          | 6 décembre 2015                                 | Kenneth Gangnes                                                              | Peter Prevc                                                                  | Johann André Forfang                                                         | Severin Freund              |
| 4                                                                     | Nijni Taguil                                    | HS 134                                          | 12 décembre 2015                                | Severin Freund                                                               | Peter Prevc                                                                  | Joachim Hauer                                                                | Severin Freund              |
| 5                                                                     | Nijni Taguil                                    | HS 134                                          | 13 décembre 2015                                | Peter Prevc                                                                  | Michael Hayböck                                                              | Johann André Forfang                                                         | Peter Prevc                 |
| 6                                                                     | Engelberg                                       | HS 137                                          | 19 décembre 2015                                | Peter Prevc                                                                  | Domen Prevc                                                                  | Noriaki Kasai                                                                | Peter Prevc                 |
| 7                                                                     | Engelberg                                       | HS 137                                          | 20 décembre 2015                                | Peter Prevc                                                                  | Michael Hayböck                                                              | Kenneth Gangnes                                                              | Peter Prevc                 |
| 64e Tournée des Quatre tremplins (29 décembre 2015 au 6 janvier 2016) |                                                 |                                                 |                                                 |                                                                              |                                                                              |                                                                              |                             |
| 8                                                                     | Oberstdorf                                      | HS 137                                          | 29 décembre 2015                                | Severin Freund                                                               | Michael Hayböck                                                              | Peter Prevc                                                                  | Peter Prevc                 |
| 9                                                                     | Garmisch                                        | HS 140                                          | 1er janvier 2016                                | Peter Prevc                                                                  | Kenneth Gangnes                                                              | Severin Freund                                                               | Peter Prevc                 |
| 10                                                                    | Innsbruck                                       | HS 130                                          | 3 janvier 2016                                  | Peter Prevc                                                                  | Severin Freund                                                               | Kenneth Gangnes                                                              | Peter Prevc                 |
| 11                                                                    | Bischofshofen                                   | HS 140                                          | 6 janvier 2016                                  | Peter Prevc                                                                  | Severin Freund                                                               | Michael Hayböck                                                              | Peter Prevc                 |
| Tournée des Quatre tremplins - Classement Final                       | Tournée des Quatre tremplins - Classement Final | Tournée des Quatre tremplins - Classement Final | Tournée des Quatre tremplins - Classement Final | Peter Prevc                                                                  | Severin Freund                                                               | Michael Hayböck                                                              | Peter Prevc                 |
| 64e Tournée des Quatre tremplins (29 décembre 2015 au 6 janvier 2016) |                                                 |                                                 |                                                 |                                                                              |                                                                              |                                                                              |                             |
| 12                                                                    | Willingen                                       | HS 145                                          | 10 janvier 2016                                 | Peter Prevc                                                                  | Kenneth Gangnes                                                              | Severin Freund                                                               | Peter Prevc                 |
| Championnats du monde de vol à ski à Tauplitz (14 au 17 janvier 2016) |                                                 |                                                 |                                                 |                                                                              |                                                                              |                                                                              |                             |
| 13                                                                    | Zakopane                                        | HS 134                                          | 24 janvier 2016                                 | Stefan Kraft                                                                 | Michael Hayböck                                                              | Peter Prevc                                                                  | Peter Prevc                 |
| 14                                                                    | Sapporo                                         | HS 134                                          | 30 janvier 2016                                 | Peter Prevc                                                                  | Domen Prevc                                                                  | Robert Kranjec                                                               | Peter Prevc                 |
| 15                                                                    | Sapporo                                         | HS 134                                          | 31 janvier 2016                                 | Anders Fannemel                                                              | Johann André Forfang                                                         | Noriaki Kasai                                                                | Peter Prevc                 |
| -                                                                     | Oslo                                            | HS 134                                          | 7 février 2015                                  | Concours annulé (Rafales de vent et brouillard)et Reporté à Vikersund        | Concours annulé (Rafales de vent et brouillard)et Reporté à Vikersund        | Concours annulé (Rafales de vent et brouillard)et Reporté à Vikersund        | Peter Prevc                 |
| 16                                                                    | Trondheim                                       | HS 138                                          | 10 février 2016                                 | Peter Prevc                                                                  | Stefan Kraft                                                                 | Noriaki Kasai                                                                | Peter Prevc                 |
| 17                                                                    | Vikersund                                       | HS 225                                          | 12 février 2016                                 | Robert Kranjec                                                               | Kenneth Gangnes                                                              | Noriaki Kasai                                                                | Peter Prevc                 |
| 18                                                                    | Vikersund                                       | HS 225                                          | 13 février 2016                                 | Peter Prevc                                                                  | Johann André Forfang                                                         | Robert Kranjec                                                               | Peter Prevc                 |
| 19                                                                    | Vikersund                                       | HS 225                                          | 14 février 2016                                 | Peter Prevc                                                                  | Stefan Kraft                                                                 | Andreas Stjernen                                                             | Peter Prevc                 |
| 20                                                                    | Lahti                                           | HS 134                                          | 19 février 2016                                 | Michael Hayböck                                                              | Daniel Andre Tande                                                           | Severin Freund                                                               | Peter Prevc                 |
| 21                                                                    | Lahti                                           | HS 100                                          | 21 février 2016                                 | Michael Hayböck                                                              | Karl Geiger                                                                  | Taku Takeuchi                                                                | Peter Prevc                 |
| 22                                                                    | Kuopio                                          | HS 127                                          | 23 février 2016                                 | Michael Hayböck                                                              | Daniel Andre Tande                                                           | Stefan Kraft                                                                 | Peter Prevc                 |
| 23                                                                    | Almaty                                          | HS 140                                          | 27 février 2016                                 | Peter Prevc                                                                  | Michael Hayböck                                                              | Severin Freund                                                               | Peter Prevc                 |
| 24                                                                    | Almaty                                          | HS 140                                          | 28 février 2016                                 | Peter Prevc                                                                  | Severin Freund                                                               | Daniel Andre Tande                                                           | Peter Prevc                 |
| 25                                                                    | Wisla                                           | HS 134                                          | 4 mars 2016                                     | Roman Koudelka                                                               | Kenneth Gangnes                                                              | Noriaki Kasai                                                                | Peter Prevc                 |
| -                                                                     | Wisla                                           | HS 134                                          | 5 mars 2016                                     | Concours annulé (Rafales de vent)                                            | Concours annulé (Rafales de vent)                                            | Concours annulé (Rafales de vent)                                            | Peter Prevc                 |
| 26                                                                    | Titisee-Neustadt                                | HS 142                                          | 12 mars 2016                                    | Johann André Forfang                                                         | Peter Prevc                                                                  | Kenneth Gangnes                                                              | Peter Prevc                 |
| -                                                                     | Titisee-Neustadt                                | HS 142                                          | 13 mars 2016                                    | Concours annulé (Rafales de vent) et Reporté à Planica                       | Concours annulé (Rafales de vent) et Reporté à Planica                       | Concours annulé (Rafales de vent) et Reporté à Planica                       | Peter Prevc                 |
| 27                                                                    | Planica                                         | HS 225                                          | 17 mars 2016                                    | Peter Prevc                                                                  | Johann André Forfang                                                         | Robert Kranjec                                                               | Peter Prevc                 |
| 28                                                                    | Planica                                         | HS 225                                          | 18 mars 2016                                    | Robert Kranjec                                                               | Peter Prevc                                                                  | Johann André Forfang                                                         | Peter Prevc                 |
| 29                                                                    | Planica                                         | HS 225                                          | 20 mars 2016                                    | Peter Prevc                                                                  | Robert Kranjec                                                               | Johann André Forfang                                                         | Peter Prevc                 |

| Épreuves comptant pour le Vol à ski |

#### Épreuves par équipes
| Étape | Lieu        | Tremplin | Date             | Vainqueurs                                                                              | Deuxièmes                                                                                | Troisièmes                                                                         |
| ----- | ----------- | -------- | ---------------- | --------------------------------------------------------------------------------------- | ---------------------------------------------------------------------------------------- | ---------------------------------------------------------------------------------- |
| 1     | Klingenthal | HS 140   | 21 novembre 2015 | Allemagne - Andreas Wellinger - Andreas Wank - Richard Freitag - Severin Freund         | Slovénie - Domen Prevc - Jurij Tepeš - Anže Lanišek - Peter Prevc                        | Autriche - Michael Hayböck - Gregor Schlierenzauer - Manuel Fettner - Stefan Kraft |
| 2     | Willingen   | HS 145   | 9 janvier 2016   | Allemagne - Andreas Wank - Andreas Wellinger - Richard Freitag - Severin Freund         | Norvège - Andreas Stjernen - Daniel-André Tande - Kenneth Gangnes - Johann André Forfang | Autriche - Stefan Kraft - Manuel Poppinger - Manuel Fettner - Michael Hayböck      |
| 3     | Zakopane    | HS 134   | 23 janvier 2016  | Norvège - Anders Fannemel - Andreas Stjernen - Daniel-André Tande - Kenneth Gangnes     | Autriche - Stefan Kraft - Manuel Poppinger - Manuel Fettner - Michael Hayböck            | Pologne - Andrzej Stekala - Maciej Kot - Stefan Hula - Kamil Stoch                 |
| 4     | Oslo        | HS 134   | 4 février 2016   | Slovénie - Jurij Tepeš - Domen Prevc - Robert Kranjec - Peter Prevc                     | Norvège - Daniel-André Tande - Anders Fannemel - Johann André Forfang - Kenneth Gangnes  | Japon - Taku Takeuchi - Kento Sakuyama - Daiki Itō - Noriaki Kasai                 |
| -     | Lahti       | HS 130   | 20 février 2016  | Concours annulé (Rafales de vent) et Reporté à Kuopio                                   | Concours annulé (Rafales de vent) et Reporté à Kuopio                                    | Concours annulé (Rafales de vent) et Reporté à Kuopio                              |
| 5     | Kuopio      | HS 127   | 22 février 2016  | Norvège - Kenneth Gangnes - Daniel-André Tande - Anders Fannemel - Johann André Forfang | Allemagne - Andreas Wank - Richard Freitag - Andreas Wellinger - Severin Freund          | Japon - Taku Takeuchi - Kento Sakuyama - Daiki Itō - Noriaki Kasai                 |
| 6     | Planica     | HS 225   | 19 mars 2016     | Norvège - Daniel-André Tande - Anders Fannemel - Kenneth Gangnes - Johann André Forfang | Slovénie - Jurij Tepeš - Anze Semenic - Robert Kranjec - Peter Prevc                     | Autriche - Stefan Kraft - Manuel Poppinger - Manuel Fettner - Michael Hayböck      |

### Femmes
| Étape                                                                                | Lieu         | Épreuve | Date             | Vainqueur                                              | Deuxième                                               | Troisième                                              | Leader de la Coupe du monde |
| 1                                                                                    | Lillehammer  | HS 100  | 4 décembre 2015  | Sara Takanashi                                         | Maja Vtic                                              | Maren Lundby                                           | Sara Takanashi              |
| 2                                                                                    | Nijni Taguil | HS 100  | 12 décembre 2015 | Daniela Iraschko-Stolz                                 | Sara Takanashi                                         | Eva Pinkelnig                                          | Sara Takanashi              |
| 3                                                                                    | Nijni Taguil | HS 100  | 13 décembre 2015 | Sara Takanashi                                         | Yuki Ito                                               | Chiara Hölzl                                           | Sara Takanashi              |
| 4                                                                                    | Sapporo      | HS 100  | 16 janvier 2016  | Sara Takanashi                                         | Ema Klinec                                             | Daniela Iraschko-Stolz                                 | Sara Takanashi              |
| 5                                                                                    | Sapporo      | HS 100  | 17 janvier 2016  | Sara Takanashi                                         | Daniela Iraschko-Stolz                                 | Jacqueline Seifriedsberger                             | Sara Takanashi              |
| 6                                                                                    | Zaō          | HS 106  | 22 janvier 2016  | Sara Takanashi                                         | Daniela Iraschko-Stolz                                 | Maja Vtic                                              | Sara Takanashi              |
| 7                                                                                    | Zaō          | HS 106  | 23 janvier 2016  | Sara Takanashi                                         | Maja Vtic                                              | Ema Klinec                                             | Sara Takanashi              |
| 8                                                                                    | Oberstdorf   | HS 106  | 30 janvier 2016  | Sara Takanashi                                         | Daniela Iraschko-Stolz                                 | Ema Klinec                                             | Sara Takanashi              |
| 9                                                                                    | Oberstdorf   | HS 106  | 31 janvier 2016  | Sara Takanashi                                         | Daniela Iraschko-Stolz                                 | Maren Lundby                                           | Sara Takanashi              |
| 10                                                                                   | Oslo         | HS 134  | 4 février 2016   | Sara Takanashi                                         | Maren Lundby                                           | Irina Avvakumova                                       | Sara Takanashi              |
| 11                                                                                   | Hinzenbach   | HS 94   | 6 février 2016   | Sara Takanashi                                         | Daniela Iraschko-Stolz                                 | Maren Lundby                                           | Sara Takanashi              |
| 12                                                                                   | Hinzenbach   | HS 94   | 7 février 2016   | Sara Takanashi                                         | Daniela Iraschko-Stolz                                 | Jacqueline Seifriedsberger                             | Sara Takanashi              |
| Jeux olympiques d'hiver de la jeunesse de 2016 à Lillehammer (12 au 21 février 2016) |              |         |                  |                                                        |                                                        |                                                        |                             |
| 13                                                                                   | Ljubno       | HS 95   | 13 février 2016  | Maja Vtic                                              | Sara Takanashi                                         | Spela Rogelj                                           | Sara Takanashi              |
| 14                                                                                   | Ljubno       | HS 95   | 14 février 2016  | Daniela Iraschko-Stolz                                 | Maja Vtic                                              | Chiara Hoelzl                                          | Sara Takanashi              |
| 15                                                                                   | Lahti        | HS 100  | 19 février 2016  | Sara Takanashi                                         | Maja Vtic                                              | Yuki Ito                                               | Sara Takanashi              |
| Championnats du monde junior de ski nordique 2016 à Rasnov (22 au 28 février 2016)   |              |         |                  |                                                        |                                                        |                                                        |                             |
| 16                                                                                   | Almaty       | HS 106  | 27 février 2016  | Sara Takanashi                                         | Daniela Iraschko-Stolz                                 | Jacqueline Seifriedsberger                             | Sara Takanashi              |
| 17                                                                                   | Almaty       | HS 106  | 28 février 2016  | Sara Takanashi                                         | Daniela Iraschko-Stolz                                 | Maja Vtic                                              | Sara Takanashi              |
| 18                                                                                   | Râșnov       | HS 100  | 5 mars 2016      | Epreuves annulées (manque de neige) et Non remplacées, | Epreuves annulées (manque de neige) et Non remplacées, | Epreuves annulées (manque de neige) et Non remplacées, | Sara Takanashi              |
| 19                                                                                   | Râșnov       | HS 100  | 6 mars 2016      | Epreuves annulées (manque de neige) et Non remplacées, | Epreuves annulées (manque de neige) et Non remplacées, | Epreuves annulées (manque de neige) et Non remplacées, | Sara Takanashi              |